# Diskografie Britney Spears
Toto je seznam vydané diskografie americké zpěvačky Britney Spears.

## Alba

### Studiová alba
| Název                   | Detaily o albu                                     | Umístění v hitparádách | Umístění v hitparádách | Umístění v hitparádách | Umístění v hitparádách | Umístění v hitparádách | Umístění v hitparádách | Umístění v hitparádách | Umístění v hitparádách | Umístění v hitparádách | Umístění v hitparádách | Certifikace | Prodeje                                         |
| Název                   | Detaily o albu                                     | US                     | AUS                    | CAN                    | FRA                    | GER                    | IRE                    | NZ                     | SWE                    | SWI                    | UK                     | Certifikace | Prodeje                                         |
| ----------------------- | -------------------------------------------------- | ---------------------- | ---------------------- | ---------------------- | ---------------------- | ---------------------- | ---------------------- | ---------------------- | ---------------------- | ---------------------- | ---------------------- | --- | ----------------------------------------------- |
| ...Baby One More Time   | - Vydáno: 12. ledna 1999 - Vydavatelství: Jive     | 1                      | 2                      | 1                      | 4                      | 1                      | 6                      | 3                      | 10                     | 1                      | 2                      | - RIAA: 14× Platinum (Diamond) - ARIA: 4× Platinum - BPI: 4× Platinum - BVMI: 3× Gold - IFPI: 4× Platinum - IFPI SWE: Platinum - IFPI SWI: Platinum - MC: Diamond - RMNZ: 3× Platinum - SNEP: 2× Platinum | - US: 12,300,000 - CAN: 922,820 - UK: 1,210,000 |
| Oops!... I Did It Again | - Vydáno: 16. května 2000 - Vydavatelství: Jive    | 1                      | 2                      | 1                      | 1                      | 1                      | 3                      | 2                      | 1                      | 1                      | 2                      | - RIAA: Diamond - ARIA: 3× Platinum - BPI: 3× Platinum - BVMI: 3× Platinum - IFPI: 4× Platinum - IFPI SWE: Platinum - IFPI SWI: 2× Platinum - MC: 5× Platinum - RMNZ: 2× Platinum - SNEP: Platinum        | - US: 10,411,000 - CAN: 710,044 - UK: 917,000   |
| Britney                 | - Vydáno: 6. listopadu 2001 - Vydavatelství: Jive  | 1                      | 4                      | 1                      | 2                      | 1                      | 3                      | 17                     | 6                      | 1                      | 4                      | - RIAA: 4× Platinum - ARIA: 2× Platinum - BPI: Platinum - BVMI: Platinum - IFPI: 2× Platinum - IFPI SWE: Gold - IFPI SWI: Platinum - MC: 3× Platinum - RMNZ: Gold - SNEP: Platinum                        | - US: 4,988,000 - CAN: 316,944 - UK: 477,000    |
| In the Zone             | - Vydáno: 18. listopadu 2003 - Vydavatelství: Jive | 1                      | 10                     | 2                      | 1                      | 2                      | 3                      | 25                     | 8                      | 6                      | 13                     | - RIAA: 3× Platinum - ARIA: Platinum - BPI: Platinum - BVMI: Gold - IFPI: Platinum - IFPI SWE: Gold - IFPI SWI: Gold - MC: 3× Platinum - RMNZ: Gold - SNEP: 2× Gold                                       | - US: 3,000,000 - UK: 540,000                   |
| Blackout                | - Vydáno: 30. října 2007 - Vydavatelství: Jive     | 2                      | 3                      | 1                      | 2                      | 10                     | 1                      | 8                      | 11                     | 4                      | 2                      | - RIAA: 2× Platinum - ARIA: Platinum - BPI: Platinum - IRMA: Platinum - MC: 2× Platinum - RMNZ: Gold - SNEP: Gold                                                                                         | - US: 1,000,000 - UK: 291,075                   |
| Circus                  | - Vydáno: 2. prosince 2008 - Vydavatelství: Jive   | 1                      | 3                      | 1                      | 3                      | 9                      | 2                      | 6                      | 19                     | 1                      | 4                      | - RIAA: 3× Platinum - ARIA: 2× Platinum - BPI: Platinum - BVMI: Gold - IFPI SWI: Gold - IRMA: Platinum - MC: 4× Platinum - RMNZ: Platinum - SNEP: Gold                                                    | - US: 1,700,000 - FRA: 200,000                  |
| Femme Fatale            | - Vydáno: 29. března 2011 - Vydavatelství: Jive    | 1                      | 1                      | 1                      | 4                      | 10                     | 4                      | 3                      | 5                      | 2                      | 8                      | - RIAA: Platinum - ARIA: Gold - BPI: Gold - IFPI SWE: Gold - IRMA: Gold - MC: 2× Platinum - RMNZ: Gold - SNEP: Gold                                                                                       | - US: 805,000 - UK: 60,000                      |
| Britney Jean            | - Vydáno: 3. prosince 2013 - Vydavatelství: RCA    | 4                      | 12                     | 7                      | 21                     | 20                     | 15                     | 22                     | 28                     | 9                      | 34                     | - RIAA: Gold - MC: Gold | - US: 280,000 - FRA: 25,000                     |
| Glory                   | - Vydáno: 26. srpna 2016 - Vydavatelství: RCA      | 3                      | 4                      | 4                      | 6                      | 3                      | 1                      | 8                      | 12                     | 4                      | 2                      | - MC: Gold | - US: 157,000 - FRA: 10,000                     |

### Kompilační alba
| Název                                                                                   | Detaily o albu                                        | Umístění v hitparádách | Umístění v hitparádách | Umístění v hitparádách | Umístění v hitparádách | Umístění v hitparádách | Umístění v hitparádách | Umístění v hitparádách | Umístění v hitparádách | Umístění v hitparádách | Umístění v hitparádách | Certifikace | Prodeje                         |
| Název                                                                                   | Detaily o albu                                        | US                     | AUS                    | CAN                    | FRA                    | GER                    | IRE                    | NZ                     | SWE                    | SWI                    | UK                     | Certifikace | Prodeje                         |
| --------------------------------------------------------------------------------------- | ----------------------------------------------------- | ---------------------- | ---------------------- | ---------------------- | ---------------------- | ---------------------- | ---------------------- | ---------------------- | ---------------------- | ---------------------- | ---------------------- | --- | ------------------------------- |
| Greatest Hits: My Prerogative                                                           | - Vydáno: 9. listopadu 2004 - Vydavatelství: Jive     | 4                      | 4                      | 3                      | 85                     | 4                      | 1                      | 17                     | 14                     | 6                      | 2                      | - RIAA: Platinum - ARIA: 2× Platinum - BPI: 3× Platinum - BVMI: Gold - IFPI SWI: Gold - MC: Platinum - RMNZ: Gold - SNEP: 2× Gold | - US: 1,800,000 - UK: 1,000,000 |
| B in the Mix: The Remixes                                                               | - Vydáno: 22. listopadu 2005 - Vydavatelství: Jive    | 134                    | —                      | —                      | —                      | —                      | —                      | —                      | —                      | —                      | —                      | | - US: 138,000                   |
| The Singles Collection                                                                  | - Vydáno: 10. listopadu 2009 - Vydavatelství: Jive    | 22                     | 23                     | 19                     | —                      | 80                     | 24                     | 22                     | —                      | 51                     | 38                     | - ARIA: Gold - BPI: 2× Platinum - MC: 6× Platinum - RMNZ: Gold                                                                    | - US: 268,000                   |
| B in the Mix: The Remixes Vol. 2                                                        | - Vydáno: 11. října 2011 - Vydavatelství: RCA         | 47                     | —                      | 53                     | 57                     | —                      | —                      | —                      | —                      | —                      | 171                    | | - US: 30,000                    |
| Oops! I Did It Again: The Best of Britney Spears                                        | - Vydáno: 15. června 2012 - Vydavatelství: Sony       | —                      | —                      | —                      | —                      | —                      | —                      | —                      | —                      | —                      | —                      | |                                 |
| Playlist: The Very Best of Britney Spears                                               | - Vydáno: 6. listopadu 2012 - Vydavatelství: Legacy   | 111                    | —                      | —                      | —                      | —                      | —                      | —                      | —                      | —                      | —                      | | - US: 170,000                   |
| The Essential Britney Spears                                                            | - Vydáno: 20. srpna 2013 - Vydavatelství: Legacy, RCA | 185                    | —                      | 37                     | —                      | —                      | —                      | —                      | —                      | —                      | 128                    | - BPI: Silver - RMNZ: Platinum | - US: 60,000                    |
| Oops!...I Did It Again (Remixes and B-Sides)                                            | - Vydáno: 26. září 2020 - Vydavatelství: Legacy       | 165                    | —                      | —                      | —                      | —                      | —                      | —                      | —                      | —                      | —                      | |                                 |
| "—" značí, že se nahrávka neumístila v hitparádách nebo v tomto území ani nebyla vydána |                                                       |                        |                        |                        |                        |                        |                        |                        |                        |                        |                        | |                                 |

### Box sety
| Název                                           | Detaily o albu                                       |
| ----------------------------------------------- | ---------------------------------------------------- |
| The Singles                                     | - Vydáno: 5. září 2000 - Vydavatelství: Sony         |
| ...Baby One More Time / Oops!... I Did It Again | - Vydáno: 26. listopadu 2002 - Vydavatelství: Jive   |
| In the Zone / Britney                           | - Vydáno: 1. října 2007 - Vydavatelství: Sony BMG    |
| Greatest Hits: My Prerogative / Live and More!  | - Vydáno: 8. prosince 2008 - Vydavatelství: Jive     |
| Circus / Blackout                               | - Vydáno: 19. října 2010 - Vydavatelství: Sony       |
| Femme Fatale / Circus                           | - Vydáno: 27. srpna 2012 - Vydavatelství: Sony       |
| Triple Feature                                  | - Vydáno: 9. října 2012 - Vydavatelství: Sony        |
| In the Zone / Circus                            | - Vydáno: 18. března 2013 - Vydavatelství: Sony      |
| Femme Fatale / Britney Jean                     | - Vydáno: 14. srpna 2015 - Vydavatelství: RCA/Legacy |

## Extended play
| Název                       | Detaily                                       |
| --------------------------- | --------------------------------------------- |
| Britney Spears: In the Zone | - Vydáno: 6. dubna 2004 - Vydavatelství: Jive |
| Britney & Kevin: Chaotic    | - Vydáno: 27. září 2005 - Vydavatelství: Jive |
| Key Cuts from Remixed       | - Vydáno: září 2005 - Vydavatelství: Jive     |

## Singly

### 1990s
| Název                                                                                   | Rok  | Umístění v hitparádách | Umístění v hitparádách | Umístění v hitparádách | Umístění v hitparádách | Umístění v hitparádách | Umístění v hitparádách | Umístění v hitparádách | Umístění v hitparádách | Umístění v hitparádách | Umístění v hitparádách | Prodeje                         | Certifikace | Album                 |
| Název                                                                                   | Rok  | US                     | AUS                    | CAN                    | FRA                    | GER                    | IRE                    | NZ                     | SWE                    | SWI                    | UK                     | Prodeje                         | Certifikace | Album                 |
| --------------------------------------------------------------------------------------- | ---- | ---------------------- | ---------------------- | ---------------------- | ---------------------- | ---------------------- | ---------------------- | ---------------------- | ---------------------- | ---------------------- | ---------------------- | ------------------------------- | --- | --------------------- |
| "…Baby One More Time"                                                                   | 1998 | 1                      | 1                      | 1                      | 1                      | 1                      | 1                      | 1                      | 1                      | 1                      | 1                      | - US: 1,923,000 - UK: 2,000,000 | - RIAA: 5× Platinum - ARIA: 3× Platinum - BPI: 4× Platinum - BVMI: 3× Gold - IFPI SWE: Platinum - IFPI SWI: Platinum - RMNZ: 2× Platinum - SNEP: Platinum | ...Baby One More Time |
| "Sometimes"                                                                             | 1999 | 21                     | 2                      | 7                      | 9                      | 6                      | 5                      | 1                      | 4                      | 7                      | 3                      | - UK: 584,000                   | - RIAA: Gold - ARIA: Platinum - BPI: Platinum - IFPI SWE: Gold - RMNZ: Gold - SNEP: Gold                                                                  | ...Baby One More Time |
| "(You Drive Me) Crazy"                                                                  | 1999 | 10                     | 12                     | 3                      | 2                      | 4                      | 3                      | 2                      | 4                      | 5                      | 5                      | - UK: 286,000                   | - RIAA: Platinum - ARIA: Platinum - BPI: Gold - BVMI: Gold - IFPI SWE: Platinum - RMNZ: Gold - SNEP: Gold                                                 | ...Baby One More Time |
| "Born to Make You Happy"                                                                | 1999 | —                      | —                      | —                      | 9                      | 3                      | 1                      | —                      | 2                      | 3                      | 1                      | - UK: 335,000                   | - BPI: Gold - BVMI: Gold - IFPI SWE: Platinum - SNEP: Gold                                                                                                | ...Baby One More Time |
| "From the Bottom of My Broken Heart"                                                    | 1999 | 14                     | 37                     | 25                     | —                      | —                      | —                      | 23                     | —                      | —                      | 178                    | - US: 1,000,000                 | - RIAA: Platinum | ...Baby One More Time |
| "—" značí, že se nahrávka neumístila v hitparádách nebo v tomto území ani nebyla vydána |      |                        |                        |                        |                        |                        |                        |                        |                        |                        |                        |                                 | |                       |

### 2000s
| Název                                                                                   | Rok  | Umístění v hitparádách | Umístění v hitparádách | Umístění v hitparádách | Umístění v hitparádách | Umístění v hitparádách | Umístění v hitparádách | Umístění v hitparádách | Umístění v hitparádách | Umístění v hitparádách | Umístění v hitparádách | Prodeje                                            | Certifikace | Album                                |
| Název                                                                                   | Rok  | US                     | AUS                    | CAN                    | FRA                    | GER                    | IRE                    | NZ                     | SWE                    | SWI                    | UK                     | Prodeje                                            | Certifikace | Album                                |
| --------------------------------------------------------------------------------------- | ---- | ---------------------- | ---------------------- | ---------------------- | ---------------------- | ---------------------- | ---------------------- | ---------------------- | ---------------------- | ---------------------- | ---------------------- | -------------------------------------------------- | --- | ------------------------------------ |
| "Oops!... I Did It Again"                                                               | 2000 | 9                      | 1                      | 1                      | 4                      | 2                      | 2                      | 1                      | 1                      | 1                      | 1                      | - US: 426,000 - UK: 931,000                        | - RIAA: 3× Platinum - ARIA: Platinum - BPI: Platinum - BVMI: Gold - IFPI SWE: 2× Platinum - IFPI SWI: Gold - MC: Platinum - RMNZ: 2× Platinum - SNEP: Gold | Oops!... I Did It Again              |
| "Lucky"                                                                                 | 2000 | 23                     | 3                      | 2                      | 16                     | 1                      | 2                      | 4                      | 1                      | 1                      | 5                      | - UK: 225,000                                      | - RIAA: Platinum - ARIA: Platinum - BPI: Gold - BVMI: Gold - IFPI SWE: Platinum - MC: Gold - RMNZ: Platinum                                                | Oops!... I Did It Again              |
| "Stronger"                                                                              | 2000 | 11                     | 13                     | 9                      | 20                     | 4                      | 6                      | 15                     | 4                      | 6                      | 7                      | - US: 685,000 - UK: 185,000                        | - RIAA: Platinum - ARIA: Gold - BPI: Gold - IFPI SWE: Gold - MC: Gold - BVMI: Gold - SNEP: Gold                                                            | Oops!... I Did It Again              |
| "Don't Let Me Be the Last to Know"                                                      | 2001 | —                      | —                      | —                      | 27                     | 12                     | 12                     | —                      | 12                     | 9                      | 12                     |                                                    | | Oops!... I Did It Again              |
| "I'm a Slave 4 U"                                                                       | 2001 | 27                     | 7                      | 8                      | 8                      | 3                      | 6                      | 13                     | 7                      | 7                      | 4                      | - US: 423,000 - UK: 231,000                        | - RIAA: Platinum - ARIA: Gold - BPI: Gold - IFPI SWE: Gold - RMNZ: Gold - SNEP: Silver                                                                     | Britney                              |
| "Overprotected"                                                                         | 2001 | 86                     | 16                     | 22                     | 15                     | —                      | 9                      | —                      | 2                      | —                      | 4                      |                                                    | - RIAA: Gold - ARIA: Gold - BPI: Silver - IFPI SWE: Gold - SNEP: Gold                                                                                      | Britney                              |
| "I'm Not a Girl, Not Yet a Woman"                                                       | 2002 | —                      | 7                      | —                      | 25                     | 10                     | 3                      | 40                     | 4                      | 16                     | 2                      | - UK: 150,000                                      | - ARIA: Gold - BPI: Silver | Britney                              |
| "I Love Rock 'n' Roll"                                                                  | 2002 | —                      | 13                     | —                      | —                      | 7                      | 8                      | —                      | —                      | 15                     | 13                     |                                                    | - ARIA: Gold | Britney                              |
| "Boys" (feat. Pharrell Williams)                                                        | 2002 | —                      | 14                     | 21                     | 55                     | 19                     | 10                     | 39                     | 11                     | 20                     | 7                      |                                                    | - ARIA: Gold | Britney a Austin Powers - Goldmember |
| "Anticipating"                                                                          | 2002 | —                      | —                      | —                      | 38                     | —                      | —                      | —                      | —                      | —                      | —                      |                                                    | | Britney                              |
| "Me Against the Music" (feat. Madonna)                                                  | 2003 | 35                     | 1                      | 2                      | 11                     | 5                      | 1                      | 13                     | 5                      | 4                      | 2                      | - US: 341,000 - FRA: 72,479 - UK: 240,000          | - RIAA: Gold - ARIA: Platinum - BPI: Silver | In the Zone                          |
| "Toxic"                                                                                 | 2004 | 9                      | 1                      | 1                      | 3                      | 4                      | 1                      | 2                      | 2                      | 4                      | 1                      | - US: 2,300,000 - UK: 1,300,000                    | - RIAA: 6× Platinum - ARIA: Platinum - BPI: 3× Platinum - BVMI: 3× Gold - IFPI SWE: Gold - RMNZ: 3× Platinum - SNEP: Gold                                  | In the Zone                          |
| "Everytime"                                                                             | 2004 | 15                     | 1                      | 2                      | 2                      | 4                      | 1                      | —                      | 3                      | 6                      | 1                      | - UK: 562,000                                      | - RIAA: Platinum - ARIA: Gold - BVMI: Gold - BPI: Platinum - IFPI SWE: Gold - SNEP: Gold                                                                   | In the Zone                          |
| "Outrageous"                                                                            | 2004 | 79                     | —                      | —                      | —                      | —                      | —                      | —                      | —                      | —                      | —                      |                                                    | | In the Zone                          |
| "My Prerogative"                                                                        | 2004 | —                      | 7                      | —                      | 18                     | 3                      | 1                      | 17                     | 6                      | 4                      | 3                      | - US: 374,000 - UK: 130,000                        | - RIAA: Gold - ARIA: Gold | Greatest Hits: My Prerogative        |
| "Do Somethin'"                                                                          | 2005 | 100                    | 8                      | 16                     | 70                     | 18                     | 4                      | —                      | 10                     | 11                     | 6                      |                                                    | - RIAA: Gold - ARIA: Gold | Greatest Hits: My Prerogative        |
| "Someday (I Will Understand)"                                                           | 2005 | —                      | —                      | —                      | —                      | 22                     | —                      | —                      | 10                     | 8                      | —                      |                                                    | | Britney & Kevin: Chaotic             |
| "Gimme More"                                                                            | 2007 | 3                      | 3                      | 1                      | 5                      | 7                      | 2                      | 15                     | 2                      | 4                      | 3                      | - US: 1,840,000 - UK: 596,000                      | - RIAA: 4× Platinum - ARIA: Gold - BPI: Platinum - BVMI: Gold - MC: 2× Platinum - RMNZ: Platinum                                                           | Blackout                             |
| "Piece of Me"                                                                           | 2007 | 18                     | 2                      | 5                      | —                      | 7                      | 1                      | 4                      | 9                      | 19                     | 2                      | - US: 1,900,000 - UK: 427,000                      | - RIAA: 2× Platinum - ARIA: Platinum - BPI: Gold - BVMI: Gold - IFPI SWE: Gold - MC: Platinum - RMNZ: Platinum                                             | Blackout                             |
| "Break the Ice"                                                                         | 2008 | 43                     | 23                     | 9                      | —                      | 25                     | 7                      | 24                     | 11                     | 63                     | 15                     |                                                    | - RIAA: Platinum | Blackout                             |
| "Womanizer"                                                                             | 2008 | 1                      | 5                      | 1                      | 1                      | 4                      | 2                      | 9                      | 1                      | 2                      | 3                      | - US: 3,500,000 - UK: 835,000                      | - RIAA: 6× Platinum - ARIA: Platinum - BPI: Platinum - BVMI: Gold - IFPI SWE: Gold - RMNZ: Platinum                                                        | Circus                               |
| "Circus"                                                                                | 2008 | 3                      | 6                      | 2                      | —                      | 11                     | 12                     | 4                      | 6                      | 19                     | 13                     | - Světově: 5,500,000 - US: 3,200,000 - UK: 462,000 | - RIAA: 5× Platinum - ARIA: Platinum - BPI: Platinum - BVMI: Gold - RMNZ: Platinum                                                                         | Circus                               |
| "If U Seek Amy"                                                                         | 2009 | 19                     | 11                     | 13                     | —                      | 36                     | 11                     | 17                     | 13                     | 61                     | 20                     | - US: 1,300,000 - UK: 105,000                      | - RIAA: 2× Platinum - ARIA: Gold - BPI: Silver - RMNZ: Gold                                                                                                | Circus                               |
| "Radar"                                                                                 | 2009 | 88                     | 46                     | 65                     | 44                     | —                      | 32                     | 32                     | 8                      | —                      | 46                     |                                                    | - RIAA: Platinum | Circus                               |
| "3"                                                                                     | 2009 | 1                      | 6                      | 1                      | 10                     | 18                     | 7                      | 12                     | 2                      | 8                      | 7                      | - US: 2,400,000 - UK: 145,000                      | - RIAA: 3× Platinum - ARIA: Platinum - BPI: Silver - MC: 2× Platinum - RMNZ: Gold                                                                          | The Singles Collection               |
| "—" značí, že se nahrávka neumístila v hitparádách nebo v tomto území ani nebyla vydána |      |                        |                        |                        |                        |                        |                        |                        |                        |                        |                        |                                                    | |                                      |

### 2010s
| Název                                                                                   | Rok  | Umístění v hitparádách | Umístění v hitparádách | Umístění v hitparádách | Umístění v hitparádách | Umístění v hitparádách | Umístění v hitparádách | Umístění v hitparádách | Umístění v hitparádách | Umístění v hitparádách | Umístění v hitparádách | Prodeje                              | Certifikace | Album         |
| Název                                                                                   | Rok  | US                     | AUS                    | CAN                    | FRA                    | GER                    | IRE                    | NZ                     | SWE                    | SWI                    | UK                     | Prodeje                              | Certifikace | Album         |
| --------------------------------------------------------------------------------------- | ---- | ---------------------- | ---------------------- | ---------------------- | ---------------------- | ---------------------- | ---------------------- | ---------------------- | ---------------------- | ---------------------- | ---------------------- | ------------------------------------ | --- | ------------- |
| "Hold It Against Me"                                                                    | 2011 | 1                      | 4                      | 1                      | 31                     | 23                     | 5                      | 1                      | 9                      | 7                      | 6                      | - US: 1,600,000                      | - RIAA: 2× Platinum - ARIA: Platinum - BPI: Silver - IFPI SWE: 2× Platinum - RMNZ: Gold                                                                        | Femme Fatale  |
| "Till the World Ends" (sólo nebo feat. Nicki Minaj a Kesha)                             | 2011 | 3                      | 8                      | 4                      | 8                      | 27                     | 7                      | 10                     | 4                      | 7                      | 21                     | - US: 3,000,000 - UK: 177,400        | - RIAA: 4× Platinum - ARIA: 2× Platinum - BPI: Silver - IFPI SWE: 3× Platinum - IFPI SWI: Gold - RMNZ: Gold                                                    | Femme Fatale  |
| "S&M" (remix) (Rihanna feat. Britney Spears)                                            | 2011 | 1                      | —                      | —                      | —                      | —                      | —                      | —                      | —                      | —                      | —                      |                                      | - RIAA: Gold - IFPI SWE: 3× Platinum | Singl bez alb |
| "I Wanna Go"                                                                            | 2011 | 7                      | 31                     | 5                      | 5                      | 32                     | 41                     | 22                     | 30                     | 27                     | 111                    | - US: 1,780,000                      | - RIAA: 2× Platinum - ARIA: Gold - IFPI SWE: Platinum | Femme Fatale  |
| "Criminal"                                                                              | 2011 | 55                     | —                      | 16                     | 13                     | —                      | —                      | —                      | 36                     | 33                     | —                      | - US: 279,000                        | - RIAA: Platinum | Femme Fatale  |
| "Scream & Shout" (s will.i.am)                                                          | 2012 | 3                      | 2                      | 1                      | 1                      | 1                      | 1                      | 1                      | 2                      | 1                      | 1                      | - Světově: 8,100,000 - UK: 1,300,000 | - RIAA: 3× Platinum - ARIA: 6× Platinum - BPI: 2× Platinum - BVMI: 4× Platinum - GLF: 3× Platinum - IFPI SWI: 2× Platinum - RMNZ: 3× Platinum - SNEP: Platinum | #willpower    |
| "Ooh La La"                                                                             | 2013 | 54                     | —                      | 37                     | 73                     | 86                     | —                      | —                      | —                      | —                      | 72                     |                                      | | Šmoulové 2    |
| "Work Bitch"                                                                            | 2013 | 12                     | 22                     | 5                      | 6                      | 36                     | 13                     | 28                     | 30                     | 26                     | 7                      | - US: 967,000                        | - RIAA: 2× Platinum - ARIA: Platinum - BPI: Gold - IFPI SWE: Platinum - MC: Platinum - RMNZ: Gold                                                              | Britney Jean  |
| "Perfume"                                                                               | 2013 | 76                     | 61                     | 70                     | 34                     | 78                     | 36                     | —                      | —                      | 74                     | —                      |                                      | | Britney Jean  |
| "Til It's Gone"                                                                         | 2013 | —                      | —                      | —                      | —                      | —                      | —                      | —                      | —                      | —                      | —                      |                                      | | Britney Jean  |
| "It Should Be Easy" (feat. will.i.am)                                                   | 2014 | —                      | —                      | 88                     | 121                    | —                      | —                      | —                      | —                      | 71                     | —                      |                                      | | Britney Jean  |
| "Pretty Girls" (s Iggy Azalea)                                                          | 2015 | 29                     | 27                     | 16                     | 25                     | 88                     | 60                     | —                      | —                      | —                      | 16                     |                                      | - RIAA: Gold | Singl bez alb |
| "Tom's Diner" (Giorgio Moroder feat. Britney Spears)                                    | 2015 | —                      | —                      | —                      | 146                    | —                      | —                      | —                      | —                      | —                      | —                      |                                      | | Déjà Vu       |
| "Make Me" (feat. G-Eazy)                                                                | 2016 | 17                     | 39                     | 20                     | 11                     | 71                     | 51                     | —                      | —                      | 58                     | 42                     |                                      | - RIAA: Platinum - MC: Gold | Glory         |
| "Slumber Party" (feat. Tinashe)                                                         | 2016 | 86                     | —                      | 51                     | 121                    | —                      | —                      | —                      | —                      | —                      | —                      |                                      | | Glory         |
| "—" značí, že se nahrávka neumístila v hitparádách nebo v tomto území ani nebyla vydána |      |                        |                        |                        |                        |                        |                        |                        |                        |                        |                        |                                      | |               |

### 2020s
| Název                                                                                   | Rok  | Umístění v hitparádách | Umístění v hitparádách | Umístění v hitparádách | Umístění v hitparádách | Umístění v hitparádách | Umístění v hitparádách | Umístění v hitparádách | Umístění v hitparádách | Umístění v hitparádách | Umístění v hitparádách | Prodeje       | Certifikace                                                                                                 | Album                 |
| Název                                                                                   | Rok  | US                     | AUS                    | CAN                    | FRA                    | GER                    | IRE                    | NZ                     | SWE                    | SWI                    | UK                     | Prodeje       | Certifikace                                                                                                 | Album                 |
| --------------------------------------------------------------------------------------- | ---- | ---------------------- | ---------------------- | ---------------------- | ---------------------- | ---------------------- | ---------------------- | ---------------------- | ---------------------- | ---------------------- | ---------------------- | ------------- | --- | --------------------- |
| "Mood Ring"                                                                             | 2020 | —                      | —                      | —                      | —                      | —                      | —                      | —                      | —                      | —                      | —                      |               | | Glory                 |
| "Swimming in the Stars"                                                                 | 2020 | —                      | —                      | —                      | —                      | —                      | —                      | —                      | —                      | —                      | —                      |               | | Glory                 |
| "Matches" (s Backstreet Boys)                                                           | 2020 | —                      | —                      | —                      | —                      | —                      | —                      | —                      | —                      | —                      | —                      |               | | Glory                 |
| "Hold Me Closer" (s Elton John)                                                         | 2022 | 6                      | 1                      | 3                      | 65                     | 31                     | 2                      | 4                      | 21                     | 7                      | 3                      | - US: 111,000 | - RIAA: Platinum - ARIA: Gold - BPI: Platinum - IFPI SWI: Gold - MC: Gold - RMNZ: Platinum - SNEP: Platinum | The Lockdown Sessions |
| "Mind Your Business" (s will.i.am)                                                      | 2023 | —                      | —                      | —                      | —                      | —                      | —                      | —                      | —                      | —                      | —                      |               | | Singl bez alb         |
| "—" značí, že se nahrávka neumístila v hitparádách nebo v tomto území ani nebyla vydána |      |                        |                        |                        |                        |                        |                        |                        |                        |                        |                        |               | |                       |

### Promo singly
| Název                                                                                   | Rok  | Umístění v hitparádách | Umístění v hitparádách | Umístění v hitparádách | Umístění v hitparádách | Umístění v hitparádách | Umístění v hitparádách | Umístění v hitparádách | Umístění v hitparádách | Umístění v hitparádách | Umístění v hitparádách | Certifikace                                                                | Album                         |
| Název                                                                                   | Rok  | CIS                    | DEN                    | FIN                    | FRA                    | IRE                    | POL                    | SWE                    | SWI                    | UK                     | WW                     | Certifikace                                                                | Album                         |
| --------------------------------------------------------------------------------------- | ---- | ---------------------- | ---------------------- | ---------------------- | ---------------------- | ---------------------- | ---------------------- | ---------------------- | ---------------------- | ---------------------- | ---------------------- | -------------------------------------------------------------------------- | ----------------------------- |
| "When Your Eyes Say It"                                                                 | 2000 | —                      | —                      | —                      | —                      | —                      | —                      | —                      | —                      | —                      | —                      |                                                                            | Oops!... I Did It Again       |
| "Right Now (Taste the Victory)"                                                         | 2001 | —                      | —                      | —                      | —                      | —                      | —                      | —                      | —                      | —                      | —                      |                                                                            | Ask for More                  |
| "I've Just Begun (Having My Fun)"                                                       | 2003 | —                      | —                      | —                      | —                      | —                      | —                      | —                      | —                      | —                      | —                      |                                                                            | Greatest Hits: My Prerogative |
| "And Then We Kiss"                                                                      | 2005 | 12                     | —                      | —                      | —                      | —                      | —                      | —                      | —                      | —                      | —                      |                                                                            | B in the Mix: The Remixes     |
| "Tik Tik Boom" (feat. T.I.)                                                             | 2014 | —                      | —                      | —                      | —                      | —                      | —                      | —                      | —                      | —                      | —                      |                                                                            | Britney Jean                  |
| "Private Show"                                                                          | 2016 | —                      | —                      | —                      | 141                    | —                      | —                      | —                      | —                      | —                      | —                      |                                                                            | Glory                         |
| "Clumsy"                                                                                | 2016 | —                      | —                      | —                      | 142                    | —                      | —                      | —                      | —                      | —                      | —                      |                                                                            | Glory                         |
| "Do You Wanna Come Over?"                                                               | 2016 | —                      | —                      | —                      | 134                    | —                      | —                      | —                      | —                      | —                      | —                      |                                                                            | Glory                         |
| "My Only Wish (This Year)"                                                              | 2020 | 125                    | 14                     | 23                     | 133                    | 47                     | 20                     | 41                     | 24                     | 59                     | 68                     | - RIAA: Gold - ARIA: Gold - BPI: Gold - IFPI DEN: 3× Platinum - RMNZ: Gold | Platinum Christmas            |
| "Toxic Pony" (s Altégo a Ginuwine)                                                      | 2022 | —                      | —                      | 83                     | —                      | —                      | —                      | —                      | —                      | —                      | —                      |                                                                            | Promo singl bez alb           |
| "Toxic Las Vegas" (Jamieson Shaw remix) (s Elvis Presley)                               | 2023 | —                      | —                      | —                      | —                      | —                      | —                      | —                      | —                      | —                      | —                      |                                                                            | Elvis (film, 2022)            |
| "—" značí, že se nahrávka neumístila v hitparádách nebo v tomto území ani nebyla vydána |      |                        |                        |                        |                        |                        |                        |                        |                        |                        |                        |                                                                            |                               |

### Charitativní singly
| "What's Going On" (jako Artists Against AIDS Worldwide)                                 | 2001 | 27 | 38 | 55 | 35 | 8 | 18 | 19 | 16 | 6 | Charitativní singly bez alb |
| "Hands" (jako různí umělci)                                                             | 2016 | —  | —  | —  | —  | — | —  | —  | —  | — | Charitativní singly bez alb |
| "—" značí, že se nahrávka neumístila v hitparádách nebo v tomto území ani nebyla vydána |      |    |    |    |    |   |    |    |    |   |                             |

## Další umístěné písně
| Název | Rok  | Umístění v hitparádách | Umístění v hitparádách | Umístění v hitparádách | Umístění v hitparádách | Umístění v hitparádách | Umístění v hitparádách | Umístění v hitparádách | Umístění v hitparádách | Umístění v hitparádách | Umístění v hitparádách | Prodeje        | Album        |
| Název | Rok  | US                     | US Dance Elec.         | US Pop 100             | US Pop Dig.            | CAN                    | CIS                    | FRA                    | KOR                    | SWE                    | UK                     | Prodeje        | Album        |
| --- | ---- | ---------------------- | ---------------------- | ---------------------- | ---------------------- | ---------------------- | ---------------------- | ---------------------- | ---------------------- | ---------------------- | ---------------------- | -------------- | ------------ |
| "I Run Away" | 2001 | —                      | —                      | —                      | —                      | —                      | 140                    | —                      | —                      | —                      | —                      |                | Britney      |
| "Toy Soldier" | 2007 | —                      | —                      | —                      | —                      | —                      | —                      | —                      | —                      | —                      | —                      |                | Blackout     |
| "Everybody" | 2007 | —                      | —                      | —                      | —                      | 81                     | 88                     | —                      | —                      | —                      | —                      |                | Blackout     |
| "Out from Under" | 2008 | —                      | —                      | —                      | —                      | —                      | 48                     | —                      | —                      | 31                     | —                      |                | Circus       |
| "Kill the Lights" | 2008 | —                      | —                      | 69                     | —                      | 69                     | —                      | —                      | —                      | —                      | —                      |                | Circus       |
| "Shattered Glass" | 2008 | 70                     | —                      | 57                     | —                      | 75                     | —                      | —                      | —                      | —                      | 192                    |                | Circus       |
| "Unusual You" | 2008 | —                      | —                      | 80                     | —                      | —                      | —                      | —                      | —                      | —                      | —                      |                | Circus       |
| "Mmm Papi" | 2008 | —                      | —                      | 94                     | —                      | —                      | —                      | —                      | —                      | —                      | —                      |                | Circus       |
| "Lace and Leather" | 2008 | —                      | —                      | 84                     | —                      | —                      | —                      | —                      | —                      | —                      | —                      |                | Circus       |
| "Inside Out" | 2011 | —                      | —                      | *                      | —                      | —                      | —                      | —                      | —                      | —                      | —                      | - KOR: 21,509  | Femme Fatale |
| "How I Roll" | 2011 | —                      | —                      | *                      | —                      | —                      | —                      | —                      | —                      | —                      | —                      | - KOR: 18,751  | Femme Fatale |
| "(Drop Dead) Beautiful" (feat. Sabi)                                                                                         | 2011 | —                      | —                      | *                      | —                      | —                      | —                      | —                      | —                      | —                      | —                      | - KOR: 7,500   | Femme Fatale |
| "Seal It with a Kiss" | 2011 | —                      | — —                    | *                      | —                      | —                      | —                      | —                      | —                      | —                      | —                      | - KOR: 7,160   | Femme Fatale |
| "Big Fat Bass" (feat. will.i.am)                                                                                             | 2011 | —                      | —                      | *                      | —                      | —                      | —                      | —                      | —                      | —                      | —                      | - KOR: 28,476  | Femme Fatale |
| "Trouble for Me" | 2011 | —                      | —                      | *                      | —                      | —                      | —                      | —                      | —                      | —                      | —                      | - KOR: 7,396   | Femme Fatale |
| "Trip to Your Heart" | 2011 | —                      | —                      | *                      | —                      | —                      | —                      | —                      | —                      | —                      | —                      | - KOR: 6,662   | Femme Fatale |
| "Gasoline" | 2011 | —                      | —                      | *                      | —                      | —                      | —                      | —                      | —                      | —                      | —                      | - KOR: 27,845  | Femme Fatale |
| "Up n' Down" | 2011 | —                      | —                      | *                      | 41                     | —                      | —                      | —                      | 127                    | —                      | —                      | - KOR: 116,030 | Femme Fatale |
| "Selfish" | 2011 | —                      | 12                     | *                      | —                      | —                      | —                      | —                      | —                      | —                      | —                      | - US: ~10,000  | Femme Fatale |
| "Scary" | 2011 | —                      | —                      | *                      | —                      | —                      | —                      | —                      | 148                    | —                      | —                      | - KOR: 220,356 | Femme Fatale |
| "SMS (Bangerz)" (Miley Cyrus feat. Britney Spears)                                                                           | 2013 | —                      | —                      | *                      | 29                     | —                      | —                      | —                      | —                      | —                      | 157                    |                | Bangerz      |
| "Alien" | 2013 | —                      | —                      | *                      | —                      | —                      | —                      | 147                    | —                      | —                      | —                      | - KOR: 2,742   | Britney Jean |
| "Body Ache" | 2013 | —                      | 20                     | *                      | —                      | —                      | —                      | —                      | —                      | —                      | —                      | - KOR: 6,367{  | Britney Jean |
| "Passenger" | 2013 | —                      | —                      | *                      | —                      | —                      | —                      | —                      | —                      | —                      | —                      | - KOR: 2,254   | Britney Jean |
| "Chillin' with You" (feat. Jamie Lynn)                                                                                       | 2013 | —                      | —                      | *                      | —                      | —                      | —                      | —                      | —                      | —                      | —                      | - KOR: 2,302   | Britney Jean |
| "Don't Cry" | 2013 | —                      | —                      | *                      | —                      | —                      | —                      | —                      | —                      | —                      | —                      | - KOR: 2,371   | Britney Jean |
| "—" značí, že se nahrávka neumístila v hitparádách nebo v tomto území ani nebyla vydána "*" značí, že nahrávka byla ukončena |      |                        |                        |                        |                        |                        |                        |                        |                        |                        |                        |                |              |